# Ports de Menton
 (août 2024).
Ports de Menton est l'appellation de la société publique locale qui gère l'activité des deux ports de plaisance situés sur la ville de Menton : le vieux port et le port de Garavan.

## Vieux port de Menton
Le vieux port de Menton est un ancien port de pêche. Achevé en 1890 à la suite des travaux liés au rattachement de Menton à la France, ses infrastructures permettent d'accueillir 516 bateaux de plaisance,. Il a fait l'objet d'une réhabilitation en 2013,.
Situé à côté de la plage des Sablettes et du quai Bonaparte, en plein centre ville, il est constitué de trois quais : Quai Napoléon III, Quai impératrice Eugénie et Quai Gordon Bennett. Une statue du sculpteur Antoniucci Volti représentant Saint-Michel, "protecteur" de la ville, se trouve à l'entrée du port.
Le nom donné au quai Gordon Bennett fait référence à la volonté du fils du fondateur du New York Herald de voir le port doté d'une contre-jetée afin de mieux l'abriter des vents. À la fin du 19ème siècle, il propose de financer lui même les travaux nécessaires, ce qui sera refusé par les élus de la ville. Son idées verra le jour 50 ans plus tard.

## Port de Garavan
Inauguré en 1967, le port de Gavaran tient son nom du quartier qui l'accueille, situé à 2 km du centre ville et à 700 m de la frontière italienne. Il est l'un des plus grands ports de plaisance de la Côte d'Azur avec ses 770 amarrages. Un chantier naval se situe à l'entrée du chenal,.

## Gestion municipale
La société publique locale est devenue gestionnaire des deux ports en 2017, à la suite d'une décision de l'État de transférer la propriété du Vieux port du département à la commune.